# مدرب واجبات منزلية
مدرب الواجبات المنزلية هو فئة من المعلمين مهمتها مساعدة الطالب على النجاح الأكاديمي الشامل. قد يستعين أحد الوالدين بمدرب واجبات منزلية عندما يواجه طفله صعوبات في الدراسة بسبب مشاكل في مهارات الدراسة والتنظيم ومهارات الوظائف التنفيذية والتحفيز. يهدف المدرب إلى تعليم الطفل تطوير نفسه كطالب ناجح من خلال تقديم الدعم له في إنجاز الواجبات وتنظيم المواد الدراسية وإدارة الوقت بفعالية. في حالة الطالب المصاب باضطراب نقص الانتباه وفرط الحركة، قد يجد المدرب طرقًا للتعامل مع أعراض اضطراب نقص الانتباه. وبالتالي، فإن دور مدرب الواجبات المنزلية مشابه لدور مدرب اضطراب نقص الانتباه وفرط الحركة، ولكنه يركز تحديدًا على النجاح الدراسي. يستخدم بعض مقدمي الخدمات مصطلح "مساعد الواجبات المنزلية" بالإضافة إلى مصطلح "مدرب الواجبات المنزلية".

## قابلية التطبيق
يُنصح باستخدام مدرب الواجبات المنزلية لأي طالب يبدو أن ضعف أدائه في المدرسة أو الكلية مرتبط بمهارات التنظيم والدراسة أكثر من صعوبة فهم المواد التعليمية. قد يُظهر هؤلاء الطلاب علامات اضطراب فرط الحركة ونقص الانتباه أو اضطراب الوظيفة التنفيذية. تُظهر الإحصائيات الحالية التي نشرتها مراكز السيطرة على الأمراض أن ما يصل إلى 11% من أطفال المدارس الذين تتراوح أعمارهم بين 4 و17 عامًا قد تلقوا تشخيصًا باضطراب فرط الحركة ونقص الانتباه. من بين طلاب اضطراب فرط الحركة ونقص الانتباه، لن يتخرج حوالي 33% من المدرسة الثانوية مع أقرانهم، وهو ما يقرب من ضعف معدل الطلاب غير المصابين باضطراب فرط الحركة ونقص الانتباه. من خلال تعيين مدرب للواجبات المنزلية، يأمل الآباء أن الدعم الإضافي في بناء مهارات الدراسة والمساعدة في التخطيط للمهام المخصصة واستراتيجيات إجراء الاختبارات ومراقبة الواجبات المنزلية بشكل عام سيحافظ على أطفالهم على المسار الصحيح في المدرسة ويزيد من فرص تخرجهم في الوقت المحدد.

## فعالية
يقيس الآباء عادةً فعالية تدريب الطلاب على الواجبات المنزلية من خلال ارتفاع درجاتهم وتراجع الخلافات في المنزل حول عادات أبنائهم في أداء الواجبات. كما تُروى قصصٌ ودراساتٌ عن كيفية مساعدة مدربي الواجبات المنزلية للطلاب على تحسين درجاتهم وتعزيز ثقتهم بأنفسهم. تؤثر شدة ووتيرة أداء الطلاب للواجبات المنزلية على قدرتهم على مقاومة التوتر، كما تؤثر على حالتهم النفسية. إن اتباع النهج الصحيح في تنفيذ المهام سيسمح بأداء جميع المهام بأقصى قدر من الكفاءة.

## الإيجابيات والسلبيات
الايجابيات
- الاهتمام الفردي: يتلقى الطلاب اهتمامًا ودعمًا شخصيًا مصممًا وفقًا لاحتياجاتهم المحددة.[5][6]
- تحسين عادات الدراسة: يمكن للمدرسين مساعدة الطلاب على تطوير استراتيجيات وأساليب تعليمية فعالة.
- المساءلة: يمكن للمعلم أن يساعد الطلاب على متابعة واجباتهم والالتزام بالجدول الزمني.[7]
- الدافع: يمكن للمدرسين تشجيع الطلاب وتحفيزهم، مما يساعدهم على الحفاظ على التركيز على أهدافهم الأكاديمية.[8]

سلبيات
- التكلفة: يمكن أن تؤدي تكلفة خدمات التدريس لمساعدة الطلاب في أداء واجباتهم المنزلية إلى ردع بعض الطلاب الذين يفتقرون إلى الوسائل المالية اللازمة لجلسات التدريس المنتظمة.[9]
- الالتزام بالوقت: تتطلب جلسات التدريس المنتظمة التزامًا بالوقت والجهد، وقد لا يكون ذلك ممكنًا بالنسبة للطلاب الذين لديهم جداول زمنية مزدحمة.
- التوافق: قد لا يكون جميع المعلمين مناسبين لجميع الطلاب. قد يتطلب الأمر بعض المحاولات للعثور على معلم يناسب أسلوب تعلم الطالب وتفضيلاته.
- الاعتماد: إن الاعتماد المفرط على المعلم قد يعيق قدرة الطالب على تطوير مهارات حل المشكلات بشكل مستقل.
- التوفر: قد يكون العثور على مدرس متاح في الوقت المطلوب، وخاصة خلال ساعات الذروة، أمرًا صعبًا.[10][11]